# Lolita Bosch
Lolita Bosch (ur. 1970 w Barcelonie, Hiszpania) – hiszpańska pisarka, pochodząca z Katalonii, autorka powieści dla dorosłych oraz dzieci i młodzieży. Swoje utwory pisze jednocześnie po katalońsku i po hiszpańsku, a jej dzieła zostały przetłumaczone m.in. na polski, niemiecki, angielski i francuski.

## Życiorys
Urodziła się w Barcelonie i tam studiowała filozofię na Uniwersytecie Barcelońskim, a następnie spędziła 10 lat w Meksyku, gdzie ukończyła podyplomowe literaturoznawstwo. Jej debiutancka powieść Això que veus és un rostre (2004) otrzymała prestiżową katalońską nagrodę w dziedzinie eksperymentu literackiego. Ekranizacja powieści Elisa Kiseljak – film Elisa K., w reżyserii Jordiego Cadeny i Judith Colell – został nagrodzony nagrodą specjalną przez jury Festiwalu Filmowego w San Sebastian, w 2011 roku.
Bosch działa na wielu polach: oprócz powieści pisuje też felietony oraz krytykę literacką i teatralną do prasy, a także organizuje warsztaty kreatywnego pisania. 

## Przekłady na polski
- Pingwiny (2010)